# 豊玉南
豊玉南（とよたまみなみ）は、東京都練馬区の町名。現行行政地名は豊玉南一丁目から豊玉南三丁目。住居表示実施済区域。

## 地理
北を豊玉中、南を中野区丸山、東を中野区江古田、西を中村南と接する。東京都道318号環状七号線（環七通り）と東京都道442号北町豊玉線の合流点（北町豊玉線の起点）が存在する。
大小の公園が閑静な住宅街の中に点在する。学田公園から中新井川児童遊園までの練馬すずしろの道沿いは桜並木で、春に花見の名所となっている。
練馬区に属するが、区内の西武池袋線桜台駅・西武池袋線・都営大江戸線練馬駅と、隣接する中野区内の西武新宿線沼袋駅・野方駅までほぼ等距離の位置にあり、いずれも徒歩圏内である。また、関東バス等の路線バスを利用すれば、JR・東京メトロ中野駅やJR高円寺駅などへもアクセスできる。

### 地価
住宅地の地価は、2024年（令和6年）7月1日の地価調査によれば、豊玉南3-8-5の地点で48万6000円/m2となっている。

## 世帯数と人口
2025年（令和7年）4月1日現在（練馬区発表）の世帯数と人口は以下の通りである。
| 丁目         | 世帯数    | 人口    |
| ------------ | --------- | ------- |
| 豊玉南一丁目 | 1,252世帯 | 2,250人 |
| 豊玉南二丁目 | 1,169世帯 | 2,057人 |
| 豊玉南三丁目 | 2,326世帯 | 4,567人 |
| 計           | 4,747世帯 | 8,874人 |

### 人口の変遷
国勢調査による人口の推移。
| 年                 | 人口  |
| ------------------ | ----- |
| 1995年（平成7年）  | 6,420 |
| 2000年（平成12年） | 6,642 |
| 2005年（平成17年） | 7,778 |
| 2010年（平成22年） | 8,001 |
| 2015年（平成27年） | 8,494 |
| 2020年（令和2年）  | 8,763 |

### 世帯数の変遷
国勢調査による世帯数の推移。
| 年                 | 世帯数 |
| ------------------ | ------ |
| 1995年（平成7年）  | 2,915  |
| 2000年（平成12年） | 3,092  |
| 2005年（平成17年） | 3,644  |
| 2010年（平成22年） | 3,754  |
| 2015年（平成27年） | 3,962  |
| 2020年（令和2年）  | 4,262  |

## 学区
区立小・中学校に通う場合、学区は以下の通りとなる（2022年7月現在）。
- 区域 : 一丁目、二丁目、三丁目　各全域
  - 小学校 : 練馬区立豊玉南小学校
  - 中学校 : 練馬区立豊玉中学校

## 事業所
2021年（令和3年）現在の経済センサス調査による事業所数と従業員数は以下の通りである。
| 丁目         | 事業所数  | 従業員数 |
| ------------ | --------- | -------- |
| 豊玉南一丁目 | 42事業所  | 470人    |
| 豊玉南二丁目 | 63事業所  | 1,001人  |
| 豊玉南三丁目 | 57事業所  | 1,314人  |
| 計           | 162事業所 | 2,785人  |

### 事業者数の変遷
経済センサスによる事業所数の推移。
| 年                 | 事業者数 |
| ------------------ | -------- |
| 2016年（平成28年） | 149      |
| 2021年（令和3年）  | 162      |

### 従業員数の変遷
経済センサスによる従業員数の推移。
| 年                 | 従業員数 |
| ------------------ | -------- |
| 2016年（平成28年） | 2,789    |
| 2021年（令和3年）  | 2,785    |

## 施設
- 練馬区立豊玉中学校
- 練馬区立豊玉南小学校
- 氷川神社
- 学田公園
- 徳殿公園

## その他

### 日本郵便
- 郵便番号 : 176-0014[3]（集配局 : 練馬郵便局[16]）。